# Saint-Gengoux-le-National
Saint-Gengoux-le-National é uma comuna francesa na região administrativa de Borgonha-Franco-Condado, no departamento Saône-et-Loire. Estende-se por uma área de 9,38 km². Em 2010 a comuna tinha 1 056 habitantes (densidade: 112,6 hab./km²).